# René Stadler
René Stadler (Zurigo, 19 maggio 1940) è un ex bobbista svizzero.

## Biografia
Specialista nel bob a quattro ai Campionati mondiali vinse diverse medaglie:
- Campionati mondiali di bob 1970, medaglia di bronzo nel bob a quattro con Hans Candrian, Max Forster e Peter Schärer.[1]
- Campionati mondiali di bob 1971, medaglia d'oro nel bob a quattro con  Max Forster, Peter Schärer e Erich Schärer.
- Campionati mondiali di bob 1973, medaglia d'oro nel bob a quattro con Werner Camichel, Erich Schärer e Peter Schärer.